# Operacja Vigilant Warrior
Operacja „Vigilant Warrior” (pol. Czujny Wojownik) – operacja wojskowa trwająca od 8 listopada do 15 grudnia 1994 roku. Była odpowiedzią wojsk lądowych USA na szybkie postępy irackiej Gwardii Republikańskiej w kierunku granicy z Kuwejtem.

## Przebieg operacji
Gdy w listopadzie 1994 roku wojska irackie zaczęły przemieszczać się w kierunku Kuwejtu prezydent Stanów Zjednoczonych Bill Clinton zarządził natychmiastową odpowiedź. USCENTAF (United States Central Air Forces, pol. Amerykańskie Centralne Siły Powietrzne) przeniósł swój sztab dowodzenia wraz z kluczowym personelem do Rijadu, skąd nowo mianowany dowódca USCENTAF-u, generał John P. Jumper, wraz z doradcami przejął dowodzenie nad JTF-SWA (Joint Task Force Southwest Asia, pol. Połączone Siły Operacyjne Południowo-Wschodniej Azji). Operacja przewidywała również powiększenie sił stacjonujących w rejonie działań do 170 samolotów oraz 6500 żołnierzy. Kryzys wkrótce minął, ponieważ Saddam Husajn wycofał swoje wojska, jednak Stany Zjednoczone zdecydowały się zatrzymać większość personelu na terenie Arabii Saudyjskiej w razie kolejnych irackich manewrów militarnych, dodatkowo rozmieszczając samoloty A-10 Thunderbolt II w Kuwejcie.